# Kap (Nguelemendouka)
Kap est un village du Cameroun situé dans le département du Haut-Nyong et la région de l'Est.
Il fait partie de la commune de Nguelemendouka.

## Population
Lors du recensement de 2005, Kap comptais 153 habitants.
Selon le Plan Communal de Développement de Nguelemendouka (2012), la population locale était de 164 personnes.

## Développement
Selon le Plan Communal de Développement de Nguelemendouka (2012), plusieurs mesures ont été envisagées pour le développement de Kap.
1. Construction d'un point d’eau
2. Construction et équipement d'infrastructures dans l'école primaire de Kap
3. Extension du réseau électrique
4. Aménagement et ouverture de l’accès au site minier de Kap (sable)